# 斯韋特洛戈爾斯克 (加里寧格勒州)
54°57′N 20°09′E / 54.950°N 20.150°E
斯韋特洛戈爾斯克 （俄语：Светлого́рск）是俄羅斯加里寧格勒州西北部的一個城市，位於薩姆蘭半島上，臨波羅的海。2002年人口10,950人。
1258年首見於文獻。1945年前屬德國，稱為Rauschen。